# بروموو-بیلنیتسه
بروموو-بیلنیتسه (به چکی: Brumov-Bylnice) یک منطقهٔ مسکونی و شهرستان دارای شهرک سابقاً روستا در جمهوری چک است که در ناحیه زلین واقع شده‌است. بروموو-بیلنیتسه ۶٬۰۶۷ نفر جمعیت دارد.